# Serie A1 1969/70
Die Saison 1969/70 war die 36. Spielzeit der Serie A1, der höchsten italienischen Eishockeyspielklasse. Meister wurde zum insgesamt elften Mal in der Vereinsgeschichte SG Cortina.

## Modus
Die vier Mannschaften absolvierten eine gemeinsame Hauptrunde. Der Erstplatzierte wurde Meister. Für einen Sieg erhielt jede Mannschaft zwei Punkte, bei einem Unentschieden gab es einen Punkt und bei einer Niederlage null Punkte.

## Hauptrunde

### Tabelle
|    | Klub              | Punkte |
| -- | ----------------- | ------ |
| 1. | SG Cortina        | 18     |
| 2. | HC Gherdëina      | 9      |
| 3. | HC Diavoli Milano | 5      |
| 4. | HC Bozen          | 4      |

Sp = Spiele, S = Siege, U = unentschieden, N = Niederlagen, OTS = Overtime-Siege, OTN = Overtime-Niederlage, SOS = Penalty-Siege, SON = Penalty-Niederlage

## Meistermannschaft
Francesco Alverà – Enrico Benedetti – Paolo Bernardi – Franco Costantini – Giulio Costantini – Alberto Da Rin – Gianfranco Da Rin – Bruno Frison – Bruno Ghedina – Giuseppe Lorenzi – Mario Lacedelli – Giovanni Mastel – Claudio Pompanin – Ruggero Savaris – Jack Siemon – Giulio Verocai